# Starship Trooper
A Starship Trooper a Yes The Yes Album című lemezének harmadik dala. Háromtételes, a zárótételben (Würm) elhangzó – a lemezen debütáló Steve Howe által játszott – gitárszólót a Guitar World magazin 100 Greatest Guitar Solos szavazásán minden idők 68. legjobb szólójának választották.
A Starship Trooper sosem jelent meg kislemezen.

## Egyéb kiadványokon
- Yessongs
- Keys to Ascension
- Classic Yes
- Yesstory
- Highlights: The Very Best of Yes
- Symphonic Music of Yes
- Tales From Yesterday
- The Masterworks
- The Ultimate Yes: 35th Anniversary Collection
- The Definitive Rock Collection
- Yesyears
- In a Word: Yes (1969–)
- 9012Live
- Keys to Ascension (video)
- Symphonic Live
- Live in Philadelphia
- Songs from Tsongas: 35th Anniversary Concert
- An Evening of Yes Music Plus – ABWH
- Fields of Green – Rick Wakeman
- Fields of Green '97 – Rick Wakeman
- Out of the Blue – Rick Wakeman
- Rick Wakeman's Greatest Hits – Rick Wakeman
- Into Orbit – Rick Wakeman
- Fields of Green Maxi Single – Rick Wakeman
- Live in Buenos Aires – Rick Wakeman
- Made in Cuba – Rick Wakeman

## Közreműködő zenészek
- Jon Anderson – ének, ritmushangszerek
- Chris Squire – basszusgitár, vokál
- Steve Howe – elektromos és akusztikus gitárok, vachalia, vokál
- Tony Kaye – zongora, orgona, moog
- Bill Bruford – dob, ütős hangszerek

## Külső hivatkozások
- Dalszöveg
- 2004-es koncertfelvétel a Madison Squire Gardenből, 1. rész
- 2004-es koncertfelvétel a Madison Squire Gardenből, 2. rész – a szóló